# Erich Romanovsky
Erich Romanovsky (* 11. Juli 1929 in Wien; † 31. Oktober 1993 ebenda) war ein österreichischer Komponist und Organist.

## Leben
Erich Romanovsky erhielt während seiner Schulzeit von 1937 bis 1947 privaten Klavierunterricht bei Helen Vlna und Steffie Baburek sowie Orgelunterricht bei Wilhelm Mück. Nach der Matura mit Auszeichnung im Jahr 1947 studierte er bis 1949 an der Universität für Musik und darstellende Kunst Wien Kirchenmusik bei Anton Heiller, Hans Gillesberger, Ernst Tittel und Franz Kosch. Die Reifeprüfung mit Auszeichnung schloss er im selben Jahr ab. In den Jahren von 1952 bis 1954 absolvierte Romanovsky an der Universität für Musik und darstellende Kunst Wien die Kapellmeisterschule bei Hans Swarowsky, Gottfried Kassowitz, Alfred Spannagel und Walter Gmeindl. Im Jahr 1953 erfolgte seine Promotion an der Universität Wien, im Jahr 1954 die Reifeprüfung mit vorzüglichem Erfolg.
Bereits in den Jahren von 1950 bis 1956 war Romanovsky an der Pfarre Baumgarten (Wien) als Organist und Chordirektor tätig.
Von 1957 bis 1967 war Romanovsky Sekretär der Österreichischen Gesellschaft für zeitgenössische Musik, 1957/58 Generalsekretär der Internationalen Musikwettbewerbe.
Ab dem Jahr 1955 unterrichtete er an der Universität für Musik und darstellende Kunst Wien die Fächer Harmonielehre, Kontrapunkt, Formenlehre, Geschichte der Kirchenmusik, Lied- und Oratoriengeschichte sowie Operngeschichte und hatte in den Jahren von 1974 bis 1980 eine Lehrkanzel mit außerordentlicher Professur für Tonsatz an der Abteilung für Kirchenmusik inne. In den Jahren 1980 bis 1993 übte er diese Tätigkeit mit einer ordentlichen Professur aus.
Zudem hatte Romanovsky in den Jahren von 1970 bis 1993 die Stelle des Chorleiters und Organisten an der Pfarre Krim im 19. Wiener Gemeindebezirk Döbling inne.

„Ich halte mich für einen Komponisten der „Mitte“, der Tradition und Fortschritt organisch verbinden möchte. Experimente liegen mir nicht, aber auch bloße Anleihen bei der Vergangenheit erscheinen mir eher unfruchtbar. Daraus resultieren meine Stileigenheiten: Festhalten an einer – allerdings oft recht freien – Tonalität, deren vertikale Struktur vorwiegend aus nicht terzengeschichteten Akkorden und Klängen besteht. Vorliebe für kontrapunktische Techniken und Formen, gelegentliche Verwendung von Zwölftonthemen, aber ohne serielle Verarbeitung. Meiner Herkunft von der Kirchenmusik entsprechend, habe ich als Orgel- und Chorkomponist begonnen, mich dann aber auch der Kammer- und Orchestermusik zugewandt.“

## Auszeichnungen (Auswahl)
- 1952: Österreichischer Staatspreis[3]
- 1959: Förderungspreis für Musik der Stadt Wien[4]

## Werke (Auswahl)

### Geistliche Musik
- Missa Rex pacificus – für vierstimmigen gemischten Chor (1948/1949)[5]
- Missa Lumen Cordium – für sechsstimmigen gemischten Chor (1951/1952)[5]
- Proprium zum Fest der Heiligen Brigitta – für vierstimmigen gemischten Chor (1954)[5]
- Maria, breit den Mantel aus – Liedkantate für gemischten Chor und Orgelsolo (1955)[5]
- Zwei Deutsche Psalmen (126, 129) – für vierstimmigen gemischten Chor (1955)[5]
- Nun bitten wir den Heiligen Geist – Kleine Choralmotette für vierstimmigen gemischten Chor (1955)[5]
- Sieben Gesänge für die Palmweihe und -prozession – für vierstimmigen gemischten Chor (1956)[5]
- Gepriesen bist Du, Herr – Motette für vierstimmigen gemischten Chor (1956)[5]
- Zwei Totengesänge – für vierstimmigen gemischten Chor (1956)[5]
- Proprium der Totenmesse – für vierstimmigen gemischten Chor (1956)[5]
- Erde singe – Kleine Choralmotette für vierstimmigen gemischten Chor (1956)[5]
- Missa Gaudens gaudebo – für vierstimmigen gemischten Chor und Orgelsolo (1957)[5]
- Pange lingua I und II – für dreistimmigen gemischten Chor (1957)[5]
- Vierzehn Liedsätze – für dreistimmigen gemischten Chor (1957)[5]
- O radix Jesse – Motette für vierstimmigen gemischten Chor (1960)[5]
- Proprium für den fünften Sonntag nach Ostern – für dreistimmigen gemischten Chor (1960)[5]
- Virgo regem genuit – Motette für drei Solostimmen (1961)[5]
- Mater purissima – Geistliches Lied für Solostimme und Soloorgel (1961)[5]
- Drei heitere Madrigale – für vierstimmigen gemischten Chor (1961)[5]
- Laudate pueri (112. Psalm) – Motette für vierstimmigen Knabenchor (1963)[5]
- O heil'ge Seelenspeise – Motette für vierstimmigen gemischten Chor (1964)[5]
- Deutsches Ordinarium – für vierstimmigen gemischten Chor und Orgelsolo (1965/1966)[5]
- Fünf deutsche Motetten zur Eucharistiefeier – für vierstimmigen gemischten Chor (1968)[5]
- Proprium zum Fest des Heiligen Franz von Sales – für vierstimmigen gemischten Chor (1969)[5]
- Deutsche Messe in C – Döblinger Messe ohne Gloria für vierstimmigen gemischten Chor (1970)[5]
- Deutsches Credo – für vierstimmigen gemischten Chor (1970)[5]
- Vier deutsche Adventmotetten – für vierstimmigen gemischten Chor (1970)[5]
- Zehn kleine Adventmotetten – für vierstimmigen gemischten Chor (1972)[5]
- Missa brevis – für dreistimmigen gemischten Chor und Orgelsolo (1977)[5]
- Zwei Chorsätze zu deutschen Kirchenliedern – für vierstimmigen gemischten Chor (1977)[5]
- St. Ursula-Messe – für vierstimmigen gemischten Chor (1981)[5]
- Deutsches Magnificat – für gemischten Chor (5–6 stimmig) (1986)[5]
- Drei Antiphonen und ein Halleluja – für Solostimme und Soloorgel (1987)[5]
- Jubilate Deo – Motette für vierstimmigen Chor (1989)[5]
- St. Nikolaus-Messe – für vierstimmigen gemischten Chor und Orgelsolo (1990)[5]
- Jauchzet dem Herrn (Psalm 100) – für Chor (1991)[5]

### Solomusik
- Herzliebster Jesus – Choralvorspiel für Orgelsolo (1949)[5]
- Sonate – für Orgelsolo, gewidmet an Anton Heiller (1953/1956)[5]
- Choralvorspiele – für Orgelsolo (1956)[5]
- Vorspiele zum Choralintroitus – für Orgelsolo (1956–1958)[5]
- Triptychon super „Veni creator spiritus“ – für Orgelsolo (1957/1959)[5]
- Vor-, Zwischen- und Nachspiele zu 24 Kirchenliedern – für Orgelsolo (1957)[5]
- Modulationswerk – für Orgelsolo (1959)[5]
- Toccata – für Klaviersolo (1963/1964)[5]
- O heil'ge Seelenspeise – Choralvorspiel für Orgelsolo (1964)[5]
- Präludium und Fuge in A – für Klaviersolo (1966)[5]
- Vor-, Zwischen- und Nachspiele zu 16 Kirchenliedern – für Orgelsolo (1970)[5]
- Lobe den Herrn – Choralvorspiel für Orgelsolo (1971)[5]
- Zwei Postludien und vier Jubilen – für Orgelsolo (1972)[5]
- Macht hoch die Tür – Partita canonica – für Orgelsolo (1973)[5]
- Präludium und Fuge in D – für Orgelsolo (1975/1976)[5]
- Choral-Toccata – für Orgelsolo (1977)[5]
- Introduktion und Passacaglia – für Orgelsolo (1984)[5]

### Bläser-/Ensemblemusik
- Missa Laudate Dominum – Sextett für zwei Hörner, zwei Trompeten, zwei Posaunen und vierstimmigen gemischter Chor (1956/1957)[5]
- Fanfare – Sextett für drei Trompete und drei Posaunen, für die „Festwoche des religiösen Films 1963“ (1963)[5]
- Bläserquintett – Flöte, Oboe, Klarinette, Fagott und Horn (1967)[5]
- Wir danken dir, Herr – Quartett für zwei Trompeten, zwei Posaunen und vierstimmigen gemischten Chor (1969)[5]
- Trio – für Flöte, Klarinette und Fagott (1974)[5]